# Необичайният живот на Тимъти Грийн
„Необичайният живот на Тимъти Грийн“ (на английски: The Odd Life of Timothy Green) е американска трагикомедия от 2012 г., написан и режисиран от Питър Хеджес, по сюжета на Ахмет Запа. Във филма участват Дженифър Гарнър, Джоел Еджертън, Даян Уийст, Си Джей Адамс, Розмари ДеУит, Рон Ливингстън, Дейвид Морз и Комън. Филмът е продуциран от Уолт Дисни Пикчърс и е пуснат по кината на 15 август 2012 г.

## Актьорски състав
| Актьор             | Роля                                                                                 |
| ------------------ | ------------------------------------------------------------------------------------ |
| Си Джей Адамс      | Тимъти Грийн                                                                         |
| Дженифър Гарнър    | Синди Грийн, съпруга на Джеймс и майка на Тимъти, която работи в музея на Стенивил   |
| Джоел Еджертън     | Джеймс Грийн, съпруг на Синди и баща на Тимъти, който работи във фабриката за моливи |
| Одея Ръш           | Джони Джероме, гадже на Тимъти                                                       |
| Дейвид Морз        | Джеймс „Големият Джим“ Грийн старши                                                  |
| Розмари ДеУит      | Бренда Бест, сестра на Синди и леля на Тимъти                                        |
| Рон Ливингстън     | Франклин Кръдстаф, шеф на Джим                                                       |
| Даян Уийст         | Бернис Кръдстаф, шефка на Джим                                                       |
| Комън              | Треньорът Кал                                                                        |
| Шорех Агхдашлу     | Евет Онат                                                                            |
| М. Емет Уолш       | Чичо Бъб                                                                             |
| Лоис Смит          | Леля Мел                                                                             |
| Тим Гини           | Марти Рейдър (глас)                                                                  |
| Лин-Мануел Миранда | Реджи                                                                                |
| Джеймс Ребхорн     | Джоузеф Кръдстаф                                                                     |
| Майкъл Ардън       | Дъг Уерт                                                                             |
| Рода Грифис        | Доктор Лесли Хънт                                                                    |

## Продукция
През юни 2009 г. Питър Хеджес се подписа да напише сценария и да режисира филма, което произтича от идея, породена от Ахмет Запа чрез продуцентската му компания Monsterfoot Productions. Филмът е един от първите филми, който е продуциран от Scott Sanders Productions след сделка с Уолт Дисни Студиос през 2007 г.

## Сюжет
Филмът е разказан от гледната точка на Синди (Дженифър Гарнър) и Джим Грийн (Джоел Еджъртън), докато те обясняват опита си с момче на име Тимъти (CJ Adams) в опит да убедят агенция за осиновяване да позволи на двойката да си осинови дете.
Синди, която работи във местния музей, и Джим, който е нает в историческата фабрика за моливи във града, живеят във измисления град Стенливил, самоопределящ се като "столицата на моливите във света". Грийн са информирани от лекарите, че не могат да имат деца. Обезпокоени от новината, Джим убеждава Синди да измисли идеалното дете и да напише характеристиките на детето и събитията от живота му на бележки.
Двойката поставя бележките във дървена кутия и я заравя в градината на техния заден двор. След незабавна гръмотевична буря, която изглежда засяга само тяхната собственост, 10-годишно момче пристига в дома им и заявява, че Грийн са негови родители. След като намират кутията, разбита на парчета около голяма дупка на мястото, където първоначално са я заровили и намират момчето във къщата си, покрито с кал, двамата осъзнават, че Тимъти е всъщност резултатът на всичките им желания за идеалното дете. Семейството също открива, че Тимъти има изумителна черта- на краката му растат листа, които може да прикрие само като носи дълги зелени чорапи.
На следващия ден, на семеен пикник, Тимъти е представен на членове на семейството си- Бренда Бест (Розмари Деуит), надутата сестра на Синди; Джеймс Грийн старши (Дейвид Морс), отчужден баща на Джим; Мел (Лоис Смит) и Бъб (М. Емет Уолш), лелята и чичото на Синди по бащина линия. Родителите завеждат Тимъти при техния приятел и градски ботаник Реджи (Лин-Мануел Миранда) от когото научават, че листата на Тимъти  не могат да бъдат премахнати.
Тимъти започва да посещава училище, където среща Джони Джеръм (Одея Ръш), момиче с което се запознава по време на хулигански инцидент. Джим помага на Тимъти да се изправи срещу хулиганите и Тимъти е поканен на парти за рожден ден на басейна. Там Джони се опитва да събуе чорапите му и Тимъти я сритва във главата, въпреки че по-късно стават приятели. Междувременно градската фабрика за моливи, най-голямото работно звено в Стенливил, започва да съкращава своите служители. Тимъти убеждава Синди и Джим да проектират прототип за нов молив в опит да запазят бизнеса жизнеспособен.
Без знанието на родителите, едно от листата на Тимъти пада всеки път, когато той изпълни едно от качествата, изброени на оригиналните бележки. В крайна сметка, Тимъти разкрива на Синди и Джим, че времето му на съществуване е кратко и ще изчезне. По време на друга силна гръмотевична буря той изчезва от къщата им и всичкото, което могат да намерят от него, са купчина листа.
Срещата на Грийн със съветника по осиновяване завършва, когато Сидни представя писмо, което Тимъти им е оставил преди да изчезне. В писмото обяснява какво е направил с всяко от падналите му листа, с монтажна последователност, показваща всеки човек до който Тимъти се е докоснал през неговия живот. След неуточнен период от време, съветникът по осиновяване е показан да спира до къщата на семейството с кола и  малко момиченце, което ще стане дъщеря на семейство Грийн- Лили.

## Саундтрак
Уолт Дисни Рекърдс пусна музиката на Джоф Занели от саундтрака на 14 август 2012 г., в деня преди премиерата на филма.

### Списък с песни
| 1.    | You're Gonna Find It Hard to Believe              | 1:22 |
| 2.    | Life Goes On                                      | 3:18 |
| 3.    | That's Not Normal                                 | 4:23 |
| 4.    | Our Kid                                           | 1:19 |
| 5.    | ...Now What?                                      | 2:25 |
| 6.    | Is He for Us?                                     | 1:31 |
| 7.    | Cherry on Top                                     | 0:56 |
| 8.    | I Can Only Get Better! (A Glass Half Full Person) | 1:17 |
| 9.    | Love and Be Loved                                 | 2:43 |
| 10.   | There's Something You Need to See                 | 1:46 |
| 11.   | Funny, Like Uncle Bob                             | 2:06 |
| 12.   | Why Not Make a New Kind of Pencil?                | 2:20 |
| 13.   | Nice Socks                                        | 1:09 |
| 14.   | Picasso with a Pencil                             | 1:18 |
| 15.   | Run the Other Way                                 | 0:24 |
| 16.   | This World They Created                           | 1:09 |
| 17.   | Think "Tree"                                      | 1:45 |
| 18.   | The Championship Game                             | 1:47 |
| 19.   | I'm with "0"                                      | 1:42 |
| 20.   | The Winning Goal                                  | 1:24 |
| 21.   | I Let Her Go                                      | 1:22 |
| 22.   | We Better Get Inside                              | 2:25 |
| 23.   | Never Give Up                                     | 1:44 |
| 24.   | So Much Is Possible                               | 3:28 |
| 45:00 |                                                   |      |

## В България
В България филмът е излъчен на 26 декември 2015 г. по Нова телевизия с разписание събота от 22:10 ч. Българския дублаж е записан в Диема Вижън, чийто име не се споменава. Екипът се състои от:
| Озвучаващи артисти  | Нина Гавазова Ани Василева Силвия Русинова Николай Николов Силви Стоицов Христо Узунов |
| Преводач            | Саша Добрева                                                                           |
| Тонрежисьор         | Стефан Дучев                                                                           |
| Режисьор на дублажа | Димитър Кръстев                                                                        |